# ناوچه فرانسوی شیفون (۱۷۹۹)
ناوچه فرانسوی شیفون (۱۷۹۹) (به انگلیسی: French frigate Chiffone (1799)) یک کشتی است. این کشتی در سال ۱۷۹۹ ساخته شد.